# Iso von Wölpe

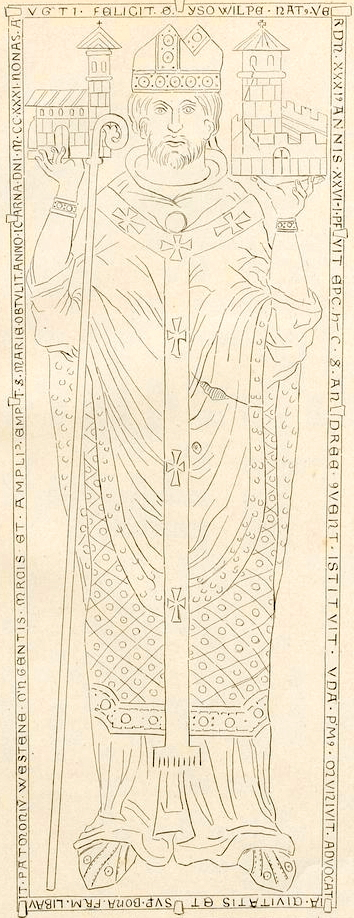
Das Bild Iso von Wölpes auf seiner Grabplatte in der Verdener St. Andreas-Kirche

Yso oder Iso von Wölpe (* 1167; † 5. August 1231) war Bischof von Verden.

## Leben
Er war der jüngere Sohn des Grafen Bernhard I. von Wölpe aus der Grafschaft Wölpe. Iso trat schon früh in den geistlichen Stand, war 1188 Domherr in Verden und Propst von Bardowick. Ab 1197 war er Dompropst. 1205 wurde er zum Bischof von Verden gewählt. Er hielt sich zunächst auf Seiten der Staufer. Durch seinen Bruder Bernhard II. und den Machthaber der Diözese, Wilhelm von Lüneburg, trat er über zu Otto IV. 1211/1212 und 1213/1215 nahm er an Kreuzzügen in Livland teil.
Nach dem Tod von Otto IV. erwarb er 1218 von den welfischen Untervögten die Stiftsvogtei. Mit dem weiteren Kauf der Edelherrschaft Westen ermöglichten er 1220 die Gründung des Kollegiatstift St. Andreas in Verden. Er ließ als erstes die Norderstadt Verdens mit einer Ringmauer befestigen. Infolgedessen und des Beginns der Münzprägung erlangte Verden schnell die Stadtrechte. Unter ihm entfernte sich Verden aus der Reichspolitik und das Stift baute sein Territorium aus mittels Einschränkung des Stiftsadels und Kolonisation im alten Land. 1226 lag er mit dem Bremer Erzbischof Gerhard II. wegen der geistlichen Gerichtsbarkeit über die Burg Ottersberg im Streit.
In der St. Andreaskirche in Verden ist eine Bronzegrabplatte aus dem 13. Jahrhundert mit dem eingravierten Bild des Bischofs in Lebensgröße erhalten. Die Inschrift gibt Aufschluss über sein Todesdatum und die Errungenschaften seiner Amtszeit.